# Zigarrenfabrik (Heilbronn)

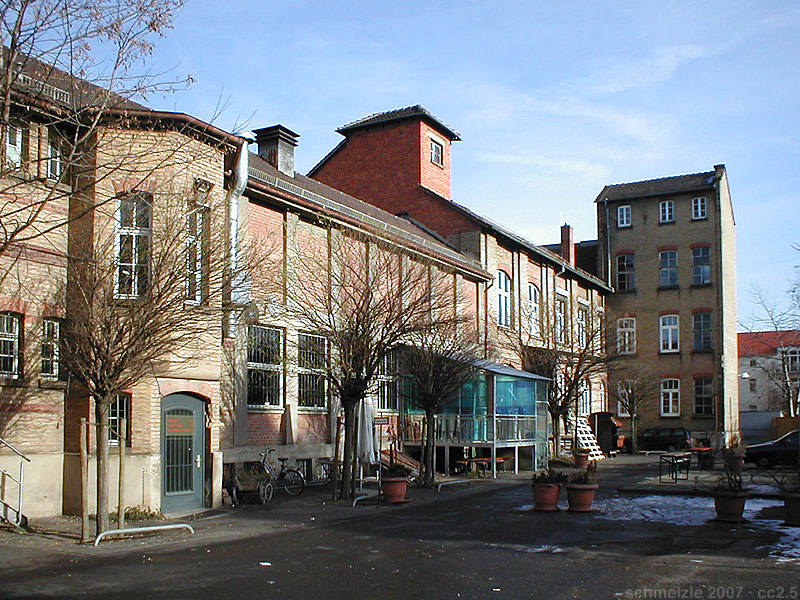
Zigarrenfabrik in Heilbronn

Die Zigarrenfabrik in Heilbronn ist eine 1909 an der Ecke Weststraße/Achtungstraße erbaute Fabrikanlage, in der sich seit 2000 ein Kulturzentrum befindet.

## Geschichte
Entstehung
Das Gebäude geht auf den Fabrikanten Anselm Kahn (* 10. April 1877 in Gemmingen; † 1957 New York) zurück, der im Jahr 1900 in der Heilbronner Mozartstraße eine Zigarrenfabrik begründet hatte. Das Unternehmen firmierte später als Helbrunna, war eine von mehreren Zigarrenfabriken in der Stadt und unterhielt selbst Filialen an anderen Orten. Kahn erhielt 1904 das Heilbronner Bürgerrecht, war zeitweilig Vorstandsmitglied der Heilbronner Industrie- und Handelskammer und von 1929 bis 1934 israelitischer Kirchenvorsteher in Heilbronn. Nachdem seine Zigarrenfabrik von der Mozart- in die Friedensstraße umgezogen war, plante er 1908 einen Neubau an den Hammelwasen (heute: Achtungstraße 33–37). Der nach Plänen des Architekten Heinrich Stroh errichtete Bau wurde 1914 nochmals zur Weststraße hin erweitert. Das Unternehmen im Besitz der jüdischen Geschwister Anselm, Anselm K. I., Julius und Josef Kahn aus Gemmingen wurde während der Zeit des Nationalsozialismus „arisiert“.
Nachkriegszeit
Das Gebäude wurde nach schweren Schäden im Zweiten Weltkrieg in vereinfachten Formen von Erik Beutinger, dem Sohn des Architekten und Oberbürgermeisters Emil Beutinger, wiederaufgebaut. Nach Auflösung der Firma 1962 gelangte das Gebäude in den Besitz der Stadt Heilbronn und diente verschiedenen Zwecken, unter anderem war dort ein Teil der Volkshochschule untergebracht. Im Dezember 1968 wurde die Realschule West in der ehemaligen Fabrik eingerichtet. Bis zur Einweihung der neuen Realschule West im Kreuzgang bzw. Heinrich-von-Kleist-Realschule am 21. Dezember 1971 verblieb die Realschule in der ehemaligen Fabrik. 1996 wurde der Abriss des inzwischen leerstehenden Gebäudes erwogen. Nachdem sich Kulturschaffende für den Erhalt der Zigarrenfabrik einsetzten, beschloss der Gemeinderat 1998 den Erhalt des Gebäudes und die künftige kulturelle Nutzung. Seit 2000 wird das Anwesen von dem Verein Zigarre e. V. als Kulturzentrum genutzt, neben einem Gastronomiebetrieb hat in dem „Kunst- und KulturWerkhaus“ die regionale Künstlerszene Arbeits- und Ausstellungsräume.

## Beschreibung
Der langgestreckte, zweiflügelige Bau aus Backstein mit Zierstreifen an der Außenfassade besteht aus einem viergeschossigen Kopfbau und einem dreigeschossigen Bürogebäude. Die Fabrikationshalle, in der Zigarren gefertigt wurden, erstreckt sich nach Westen, das Treppenhaus ragt im Süden risalitartig aus der Fassade hervor. Der Gebäudeteil zur Weststraße trägt die Adresse Weststraße 28, der hintere Gebäudeteil die Adresse Achtungstraße 37.